# Artyom Timofeyev (cầu thủ bóng đá)
Bản mẫu:Eastern Slavic name
Artyom Andreyevich Timofeyev (tiếng Nga: Артём Андреевич Тимофеев; sinh ngày 12 tháng 1 năm 1994) là một cầu thủ bóng đá người Nga hiện tại thi đấu ở vị trí tiền vệ phòng ngự cho F.K. Spartak Moskva and its professional farm club F.K. Spartak-2 Moskva.

## Sự nghiệp câu lạc bộ
Anh có màn ra mắt tại Giải bóng đá chuyên nghiệp quốc gia Nga cho F.K. Spartak-2 Moskva vào ngày 30 tháng 7 năm 2013 trong trận đấu với F.K. Vityaz Podolsk.
Anh ra mắt tại đội một cho F.K. Spartak Moskva vào ngày 22 tháng 8 năm 2013 khi đá chính trong trận đấu vòng loại Europa League trước FC St. Gallen.
Anh ra mắt tại Giải bóng đá ngoại hạng Nga cho F.K. Spartak Moskva vào ngày 15 tháng 3 năm 2015 trong trận đấu với F.K. Dynamo Moskva.

### Thống kê sự nghiệp
Tính đến 13 tháng 5 năm 2018
| Câu lạc bộ            | Mùa giải            | Giải vô địch        | Giải vô địch | Giải vô địch | Cúp     | Cúp       | Châu lục | Châu lục  | Tổng cộng | Tổng cộng |
| Câu lạc bộ            | Mùa giải            | Hạng đấu            | Số trận      | Bàn thắng    | Số trận | Bàn thắng | Số trận  | Bàn thắng | Số trận   | Bàn thắng |
| --------------------- | ------------------- | ------------------- | ------------ | ------------ | ------- | --------- | -------- | --------- | --------- | --------- |
| F.K. Spartak Moskva   | 2011–12             | Premier League      | 0            | 0            | 0       | 0         | 0        | 0         | 0         | 0         |
| F.K. Spartak Moskva   | 2012–13             | Premier League      | 0            | 0            | 0       | 0         | 0        | 0         | 0         | 0         |
| F.K. Spartak Moskva   | 2013–14             | Premier League      | 0            | 0            | 0       | 0         | 1        | 0         | 1         | 0         |
| F.K. Spartak Moskva   | 2014–15             | Premier League      | 3            | 0            | 0       | 0         | –        | –         | 3         | 0         |
| F.K. Spartak Moskva   | 2015–16             | Premier League      | 0            | 0            | 0       | 0         | –        | –         | 0         | 0         |
| F.K. Spartak Moskva   | 2016–17             | Premier League      | 5            | 0            | 0       | 0         | 0        | 0         | 5         | 0         |
| F.K. Spartak Moskva   | 2017–18             | Premier League      | 8            | 0            | 0       | 0         | 0        | 0         | 8         | 0         |
| F.K. Spartak Moskva   | Tổng cộng           | Tổng cộng           | 16           | 0            | 0       | 0         | 1        | 0         | 17        | 0         |
| F.K. Spartak-2 Moskva | 2013–14             | PFL                 | 11           | 0            | –       | –         | –        | –         | 11        | 0         |
| F.K. Spartak-2 Moskva | 2014–15             | PFL                 | 5            | 1            | –       | –         | –        | –         | 5         | 1         |
| F.K. Spartak-2 Moskva | 2015–16             | FNL                 | 27           | 0            | –       | –         | –        | –         | 27        | 0         |
| F.K. Spartak-2 Moskva | 2016–17             | FNL                 | 13           | 2            | –       | –         | –        | –         | 13        | 2         |
| F.K. Spartak-2 Moskva | 2017–18             | FNL                 | 1            | 0            | –       | –         | –        | –         | 1         | 0         |
| F.K. Spartak-2 Moskva | Tổng cộng           | Tổng cộng           | 57           | 3            | 0       | 0         | 0        | 0         | 57        | 3         |
| Tổng cộng sự nghiệp   | Tổng cộng sự nghiệp | Tổng cộng sự nghiệp | 73           | 3            | 0       | 0         | 1        | 0         | 74        | 3         |